# N.ドゼードの「リゾンは森で眠っていた」による9つの変奏曲

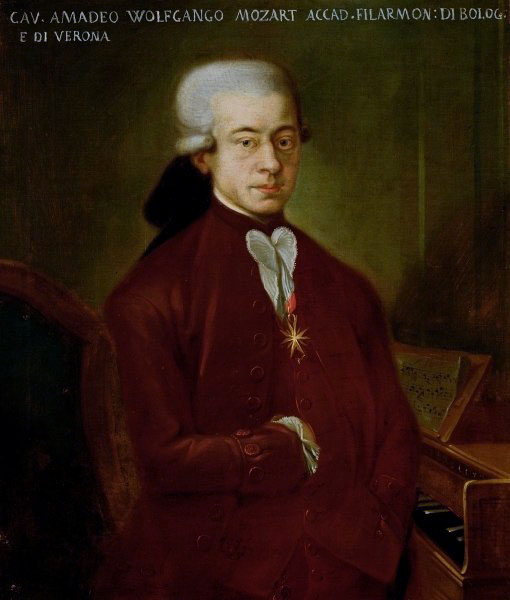
モーツァルトの肖像画（1777年）

N.ドゼードの『リゾンは森で眠っていた』の主題による9つの変奏曲（独: Neun Variationen über ein Thema von N. Dezède "Lison dormait"）ハ長調 K. 264 (315d) は、ヴォルフガング・アマデウス・モーツァルトが作曲したピアノ曲。

## 概要
本作は1778年に書かれた一連の変奏曲のひとつであるが、この変奏曲の主題は、1772年にパリで初演されたニコラ・ドゼードのオペラ・ブッファ『ジュリー』（ "Julie" ）第2幕のアリエッタ「リゾンは森で眠っていた」（ "Lison Dormait" ）による。このアリエッタは当時のパリでかなり流行したと思われる。このオペラ・ブッファは1778年8月20日にパリで再演されたが、モーツァルトはこの時にオペラを聴き、本作を書いたものと推測されている（ただし、パリ滞在中の完成か、ザルツブルクに帰郷してから作曲されたのかは確定されていない）。楽譜は作曲から8年後の1786年になってようやく出版された。
なお、モーツァルトが作曲した変奏曲は『デュポールのメヌエットによる9つの変奏曲 ニ長調』（K. 573）を除いて全て生前に出版されており、当時のヨーロッパで変奏曲が非常に人気のあるジャンルだったことが窺えるが、現在では『きらきら星変奏曲』（K. 265）がよく演奏されるぐらいで、他の変奏曲はあまり知名度もなく、演奏の機会に恵まれていないのが現状である。

## 曲の構成
ハ長調、4分の2拍子。主題（旧モーツァルト全集では「アンダンテ」と表記されていたが、新モーツァルト全集では速度標語なし）と9つの変奏からなり、演奏時間は約15分。
第5変奏ではハ短調に転じ、第6変奏で元のハ長調に戻る。第8変奏では速度がアダージョと表記されゆったりとなり、フィナーレとなる第9変奏ではアレグロに転じ、拍子も8分の3拍子に変化する。また、第9変奏では途中でカデンツァが付き、最後に4分の2拍子に戻り主題が回想され曲が終わる。